# Palacio Episcopal (Plasencia)
El Palacio Episcopal es un edificio histórico de la ciudad española de Plasencia, en la provincia de Cáceres. Fue construido en el siglo XV para albergar a los obispos de la diócesis de Plasencia.
El palacio, situado dentro del casco antiguo amurallado de la ciudad, forma parte del complejo de edificios que conforman la catedral de Plasencia, estando unido al propio templo catedralicio por el noreste y a la muralla de la ciudad por el sur. Su parcela catastral ocupa una superficie de 5026 m².

## Descripción
El edificio fue construido inicialmente en el siglo XV, siendo obispo Gutierre Álvarez de Toledo, quien también había sido el promotor de la Catedral Nueva. Sin embargo, varios obispos lo reformaron en los siglos posteriores hasta el siglo XX, por lo que contiene elementos de múltiples estilos artísticos y relieves de escudos de armas episcopales de diversas épocas.
En su evolución histórica, destacan las reformas renacentistas de los obispos del siglo XVI Gutierre de Vargas Carvajal y Pedro Ponce de León. Vargas Carvajal, cuyo escudo destaca sobre la portada principal, hizo sus principales reformas en esta portada, en el claustro de dos plantas columnado y en el artesonado de su ala norte. Ponce de León desarrolló el jardín y adaptó el edificio para albergar una biblioteca, cuya colección de códices donó al monasterio de El Escorial a petición de Felipe II. En el siglo XVIII, José González Laso añadió salones de estilo colonial.
Actualmente, debido al gran tamaño del edificio, una parte del edificio está abierta a las visitas turísticas y otra parte no visitable alberga los servicios administrativos de la diócesis de Plasencia. El palacio alberga también el archivo de la diócesis y la biblioteca del antiguo colegio jesuita.